# Liste des épisodes de Power Rangers : Megaforce
 (décembre 2013).
Si vous disposez d'ouvrages ou d'articles de référence ou si vous connaissez des sites web de qualité traitant du thème abordé ici, merci de compléter l'article en donnant les références utiles à sa vérifiabilité et en les liant à la section « Notes et références ».
Cet article présente le guide des épisodes de la vingtième saison de la série télévisée américaine Power Rangers, Power Rangers : Megaforce (2013).

## Épisodes

### Épisode 01:Une rentrée des classes mouvementée
- N° de production : 746
- Titre original :  Mega Mission
- Dates de diffusion : 
  -  2 février 2013
- Résumé :

### Épisode 02:L'expérience
- N° de production : 747
- Titre original : He Blasted Me With Science
- Dates de diffusion :
  -  9 février 2013
- Résumé :

### Épisode 03:Question de confiance
- N° de production : 748
- Titre original : Going Viral
- Dates de diffusion :
  -  16 février 2013
- Résumé :

### Épisode 04:N'est pas Power Ranger qui veut
- N° de production : 749
- Titre original : Stranger Ranger
- Dates de diffusion :
  -  23 février 2013
- Résumé :

### Épisode 05:L'union fait la force
- N° de production : 750
- Titre original : United We Stand
- Dates de diffusion :
  -  2 mars 2013
- Résumé :

### Épisode 06:Un ennemi rock and roll
- N° de production : 751
- Titre original : Harmony and Dischord
- Dates de diffusion :
  -  9 mars 2013
- Résumé :

### Épisode 07:Pleurera bien qui pleurera le dernier
- N° de production : 752
- Titre original : Who's Crying Now?
- Dates de diffusion :
  -  16 mars 2013
- Résumé :

### Épisode 08:Un nouvel allié
- N° de production : 753
- Titre original : Robo Knight
- Dates de diffusion :
  -  30 mars 2013
- Résumé :

### Épisode 09:Le chevalier solo
- N° de production : 754
- Titre original : Prince Takes Knight
- Dates de diffusion :
  -  6 avril 2013
- Résumé :

### Épisode 10:Un robot trop perso
- N° de production : 755
- Titre original : Man and Machine
- Dates de diffusion :
  -  7 septembre 2013
- Résumé :

### Épisode 11:Ultra puissance
- N° de production : 756
- Titre original : Ultra Power
- Dates de diffusion :
  -  14 septembre 2013
- Résumé :

### Épisode 12:Rira bien qui rira le dernier
- N° de production : 757
- Titre original : Last Laugh
- Dates de diffusion :
  -  28 septembre 2013
- Résumé :

### Épisode 13:Le mangeur de rêves
- N° de production : 758
- Titre original :  Dream Snatcher
- Dates de diffusion :
  -  5 octobre 2013
- Résumé :

### Épisode 14:L'ultime Gosei
- N° de production : 759
- Titre original : Gosei Ultimate
- Dates de diffusion :
  -  12 octobre 2013
- Résumé :

### Épisode 15:Choisir son camp
- N° de production : 760
- Titre original : The Human Factor
- Dates de diffusion :
  -  26 octobre 2013
  -  13 septembre 2013
- Résumé :

### Épisode 16:Rico le robot
- N° de production : 761
- Titre original : Rico the Robot
- Dates de diffusion :
  -  2 novembre 2013
  -  16 septembre 2013
- Résumé :

### Épisode 17:En mauvaise voie
- N° de production : 762
- Titre original :  Staying on Track
- Dates de diffusion :
  -  9 novembre 2013
  -  17 septembre 2013
- Résumé :

### Épisode 18:L'attaque de Malkor
- N° de production : 763
- Titre original : The Human Condition
- Dates de diffusion :
  -  16 novembre 2013
  -  18 septembre 2013
- Résumé :

### Épisode 19:Vrak le cyborg
- N° de production : 764
- Titre original : The Messenger
- Dates de diffusion :
  -  23 novembre 2013
  -  19 septembre 2013
- Résumé :

### Épisode 20:L'invasion
- N° de production : 765
- Titre original : End Game
- Dates de diffusion :
  -  30 novembre 2013
  -  20 septembre 2013
- Résumé :

### Épisode 21:L'esprit d'Halloween(Spécial Halloween)
- N° de production : 766
- Titre original : Raising Spirits
- Dates de diffusion :
  -  19 octobre 2013
- Résumé :

### Épisode 22:Le Noël du robot chevalier(Spécial Noël)
- N° de production : 767
- Titre original : The Robo Knight Before Christmas
- Dates de diffusion :
  -  7 décembre 2013
- Résumé :